# Ferenta
Ferenta é um gênero de traça pertencente à família Arctiidae.